# Rocket Ball

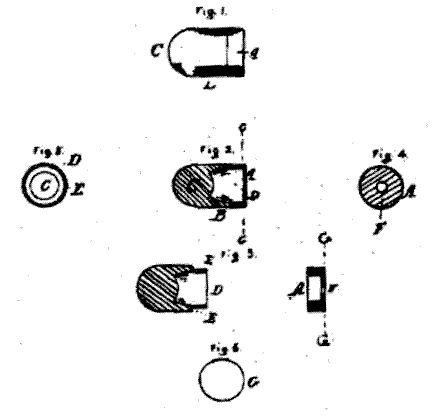
Desenho da patente US:5.701, do cartucho metálico Rocket Ball.

A Rocket Ball ("Bola Foguete"), foi uma das primeiras formas de cartucho metálico para armas de fogo, contendo projétil e pólvora num único estojo de metal.

## Construção

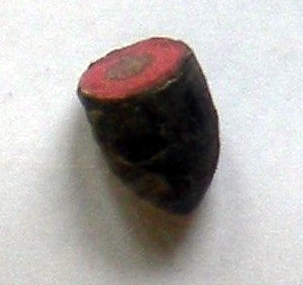
Antigo cartucho Volcanic,
no calibre .41

A Rocket Ball, patenteada em 1848 por Walter Hunt, consistia de uma bala de chumbo com uma cavidade na parte traseira, compondo a maior parte do cartucho. A cavidade, assim como aquela da Minié ball, servia para selar a bala no cano, mas a Rocket Ball usava a cavidade para mais uma função. Enchendo a cavidade com pólvora, e selando-a com uma tampa com um pequeno furo para ignição, a Rocket Ball substituiu os antigos cartuchos de papel por um cartucho durável capaz de ser agrupado e alimentado na arma por um carregador. A tampa era expelida pelo cano quando o tiro era disparado. A Rocket Ball foi usada em armas de ação por alavanca alimentadas por carregadores, permitindo a simplificação do processo de fabricação de armas de fogo de repetição de câmara única.

## Uso
Apesar da Rocket Ball ter gerado os meios para a produção de armas de repetição, ela não era a solução ideal. O volume limitado na base da bala, limitava muito a quantidade de pólvora que podia ser usada, limitando a velocidade e o alcance do "cartucho". Com energia de saída do cano de cerca de apenas 76 joules, a Rocket Ball era menos potente que o mais fraco dos cartuchos modernos de pistolas de bolso, tal como o .25 ACP.
Apesar dessas limitações, a Rocket Ball foi usada em algumas tentativas de criar uma arma comercialmente bem sucedida, culminando na Volcanic Repeating Arms Company. O cartucho Volcanic foi um passo além, adicionando uma espoleta à capa da Rocket Ball, criando uma munição sem estojo completamente autocontida.

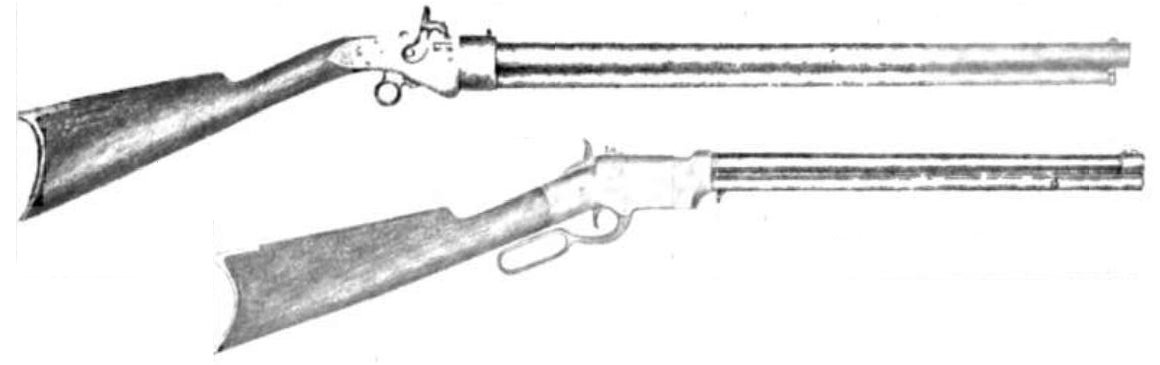
O rifle Jennings, acima, exibe o cão e o pino necessários ao esquema de percussão externa da Rocket Ball. O rifle Volcanic, abaixo, que usava o cartucho Volcanic com espoleta de percussão interna.